# Ann Lindgren
 Ann Inga Birgit Lindgren Hadenius, född 2 juni 1944 i Stockholm, är en svenskt journalist och informatör.
Lindgren inledde journalistkarriären som praktikant på Gotlands Folkblad 1966. Därefter arbetade hon på Aftonbladet 1967–1970, Expressen 1971–1974 och Svenska Dagbladet 1974–1977.
År 1977 gick Lindgren över till televisionen och TV2:s Rapportredaktion. Från hösten 1979 ledde hon aktualitetsprogrammet Magasinet med Bo Holmström. År 1981 återgick hon till att vara nyhetsreporter på Rapport. År 1983 gifte Lindgren sig med chefredaktören Stig Hadenius (hennes andra äktenskap). Samma år tillträdde Hadenius en tjänst som pressattaché vid svenska ambassaden i Washington och paret flyttade dit. Under tiden i USA skrev de boken Det nya USA tillsammans. Hon återkom till Sverige och Rapport 1987.
Lindgren lämnade televisionen och journalistiken 1991 för att bli informationschef på Landstingsförbundet. År 1999 blev hon VD för Pensionsforum. Åren 2005–2006 var hon ordförande för Sveriges Pensionärsförbund.
Lindgren är dotter till direktör Sture Lindgren (1902–1990) och Inga Wahren.